# Клима хладних пустиња
Клима хладних пустиња је клима која је заступљена на висоравнима Азије у суптропским ширинама. Обухвата хладне пустињске пределе на Памира, Тјен Шана, Хиндукуша, Каракорума и Тибета. Одликује се веома хладним зимама, са температурама до —18 °C и прохладним летима чије температуре не прелазе 14 °C, уз веома малу количну падавина, која у неким пределима износи свега 80 милиметара (Мургаб на Памиру).